# Xã Millgrove, Quận Steuben, Indiana
Xã Millgrove (tiếng Anh: Millgrove Township) là một xã thuộc quận Steuben, tiểu bang Indiana, Hoa Kỳ. Năm 2010, dân số của xã này là 1.577 người.